# Anisoplia bureschi
Anisoplia bureschi är en skalbaggsart som beskrevs av Sacharieva-stoilova 1958. Anisoplia bureschi ingår i släktet Anisoplia och familjen Rutelidae. Inga underarter finns listade i Catalogue of Life.